# Théorème du point fixe de Lefschetz
En mathématiques, le théorème du point fixe de Lefschetz, est une formule qui compte le nombre de points fixes d'une application continue d'un espace compact X dans lui-même en utilisant les traces des endomorphismes qu'elle induit sur l'homologie de X. Il est nommé d'après Solomon Lefschetz qui l'a démontré en 1926. 
Chaque point fixe est compté avec sa multiplicité. Une version faible du théorème suffit à démontrer qu'une application qui n'a aucun point fixe doit vérifier certaines propriétés particulières (comme une rotation du cercle).

## Énoncé
Soit f : X → X une application continue d'un espace compact triangulable X dans lui-même. On définit le nombre de Lefschetz Λf de f comme la somme alternée (finie) des traces des endomorphismes induits par f sur les espaces Hk(X, ℚ) d'homologie singulière de X à coefficients rationnels :
Une version simple d'énoncé du théorème de Lefschetz est que si ce nombre Λf est non nul, alors il existe au moins un point x fixe par f, c'est-à-dire tel que f(x) = x.
Remarques :
- toute application homotope à f aura alors même nombre de Lefschetz donc aura aussi au moins un point fixe ;
- la réciproque est fausse : Λf peut être nul même si f a des points fixes.

Une version plus forte du théorème, aussi connue sous le nom de théorème de Lefschetz-Hopf, est que si l'ensemble Fix(f) des points fixes de f est fini, alors le nombre de Lefschetz de f est la somme de leurs indices i(f,x) : 

## Lien avec la caractéristique d'Euler
L'application identité d'un CW-complexe fini X  induit, sur chaque espace d'homologie Hk(X, ℚ), l'endomorphisme identité, dont la trace est la dimension de cet espace. Ainsi, le nombre de Lefschetz de l'application identité de X est la somme alternée des nombres de Betti de X, qui n'est autre que la caractéristique d'Euler χ(X) :

## Lien avec le théorème du point fixe de Brouwer
Le théorème du point fixe de Lefschetz généralise celui de Brouwer, selon lequel toute application continue de la boule unité fermée Bn dans elle-même a au moins un point fixe.
En effet, cette boule est compacte et triangulable, tous ses groupes d'homologie sont nuls sauf son H0 et pour toute application continue f : Bn → Bn, l'endomorphisme f✲ de H0(Bn, ℚ) = ℚ est l'identité donc Λf = 1.

## Contexte historique
Quand il présente son théorème en 1926, Lefschetz s'intéresse moins aux points fixes d'une fonction qu'à ce qu'on appelle aujourd'hui les points de coïncidence de deux fonctions f et g, c'est-à-dire les points x tels que f(x) = g(x).
Le nombre de coïncidence de Lefschetz Λf,g de deux applications f et g, d'une variété orientable X vers une variété orientable Y de même dimension, est défini par
où f✲ est comme ci-dessus, g✲ est l'application induite par g sur la cohomologie à coefficients rationnels, et DX et DY sont les isomorphismes de dualité de Poincaré pour X et Y.
Lefschetz démontre que si Λf,g est non nul, alors f et g coïncident en au moins un point. Il remarque en corollaire (en prenant Y = X et g = idX) ce que nous appelons son théorème du point fixe.